# 1983年至1984年英格蘭足總盃
1983/84球季英格蘭足總盃（英語：FA Cup），是第103屆英格蘭足總盃，今屆賽事的冠軍是愛華頓，他們在決賽以2:0擊敗屈福特，奪得冠軍。
愛華頓在之後兩屆同樣殺入決賽，但均落敗而回。

## 外部連結
1. 英格蘭足總盃官網Archive-It的存檔，存档日期2012-04-24
2. 英格蘭足總盃 歷屆冠軍（页面存档备份，存于）